# Păstrăveni
Păstrăveni è un comune della Romania di 3 982 abitanti, ubicato nel distretto di Neamț, nella regione storica della Moldavia. 
Il comune è formato dall'unione di 4 villaggi: Lunca Moldovei, Păstrăveni, Rădeni, Spiești.